# Chappes (Ardenas)
Chappes é uma comuna francesa na região administrativa de Grande Leste, no departamento das Ardenas. Estende-se por uma área de 9,59 km². Em 2010 a comuna tinha 102 habitantes (densidade: 10,6 hab./km²).